# Veronika Vadovičová
Veronika Vadovičová (9 de febrero de 1983) es una deportista eslovaca que compitió en tiro adaptado. Ganó ocho medallas en los Juegos Paralímpicos de Verano entre los años 2008 y 2024.

## Palmarés internacional
| Juegos Paralímpicos | Juegos Paralímpicos     | Juegos Paralímpicos | Juegos Paralímpicos                              |
| Año                 | Lugar                   | Medalla             | Prueba                                           |
| ------------------- | ----------------------- | ------------------- | ------------------------------------------------ |
| 2008                | Pekín (China)           | Medalla de oro      | Rifle de aire de pie SH1                         |
| 2012                | Londres (Reino Unido)   | Medalla de bronce   | Rifle en tres posiciones 50 m SH1                |
| 2016                | Río de Janeiro (Brasil) | Medalla de oro      | Rifle de aire de pie 10 m SH1                    |
| 2016                | Río de Janeiro (Brasil) | Medalla de oro      | Rifle de aire en posición tendida 10 m SH1 mixto |
| 2016                | Río de Janeiro (Brasil) | Medalla de plata    | Rifle en tres posiciones 50 m SH1                |
| 2020                | Tokio (Japón)           | Medalla de oro      | Rifle en posición tendida 50 m SH1 mixto         |
| 2024                | París (Francia)         | Medalla de oro      | Rifle de aire en posición tendida 10 m SH1 mixto |
| 2024                | París (Francia)         | Medalla de plata    | Rifle en tres posiciones 50 m SH1                |